# Pereute callinira
Pereute callinira är en fjärilsart som beskrevs av Otto Staudinger 1884. Pereute callinira ingår i släktet Pereute och familjen vitfjärilar. Inga underarter finns listade i Catalogue of Life.